# Městský hřbitov v Ústí nad Orlicí
Městský hřbitov v Ústí nad Orlicí je hlavní městský hřbitov v Ústí nad Orlicí. Nachází se na severním okraji města, v ulici Hřbitovní.

## Historie

### Vznik
Hřbitov byl vystavěn roku 1893 na velkém pozemku na okraji města jako nový městský hřbitov náhradou za původní, a v té době již kapacitně nedostačující, pohřebiště u kostela Nanebevzetí Panny Marie poblíž městského náměstí, které bylo následně rušeno. Vstup ze severní strany tvoří masivní kamenná brána, zbudována byla také márnice.
Podél zdí areálu je umístěna řada hrobek významných obyvatel města. Pohřbeni jsou na hřbitově i vojáci a legionáři bojující v první a druhé světové válce.

### Po roce 1945
S odchodem téměř veškerého německého obyvatelstva města v rámci odsunu Sudetských Němců z Československa ve druhé polovině 40. let 20. století zůstala řada hrobů německých rodin opuštěna a bez údržby. V pozdějších letech byl hřbitov nadále rozšiřován.
V Ústí nad Orlicí se nenachází krematorium, ostatky zemřelých jsou zpopelňovány povětšinou v krematoriu v České Třebové. Ve druhé polovině 20. století zde byla vystavěna také obřadní síň.

## Osobnosti pohřbené na tomto hřbitově
- Petr Kocian (1864–1931) – sbormistr a varhaník
- František Fiala (1820–1893) – starosta města a poslanec
- František Rous (1872–1936) – sochař
- Julius Kocian (1852–1913) – houslista
- Florian Hernych (1852–1923) – textilní podnikatel
- Jan Ludvík Lukes (1824–1906) – operní pěvec, první představitel hlavní role ve Smetanově opeře Dalibor
- František Josef Andrlík (1852–1939) – spisovatel
- Jindřich Nygrín (1890–1964) – historik a městský archivář
- Václav Čevona (1922–2008) – sportovec a olympionik
- Jan Steklík (1938–2017) – výtvarník

## Fotogalerie

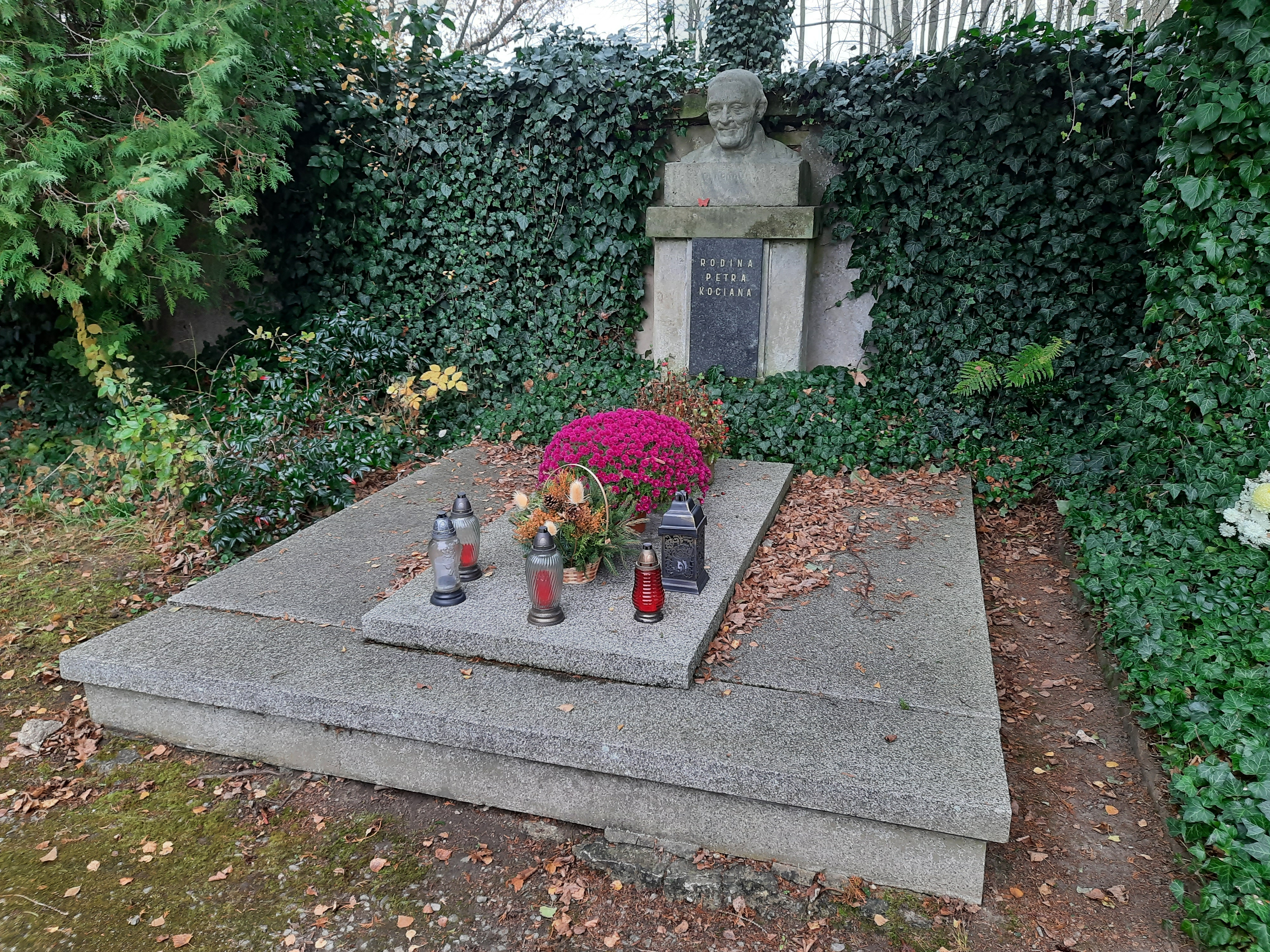
Hrobka rodiny Petra Kociana
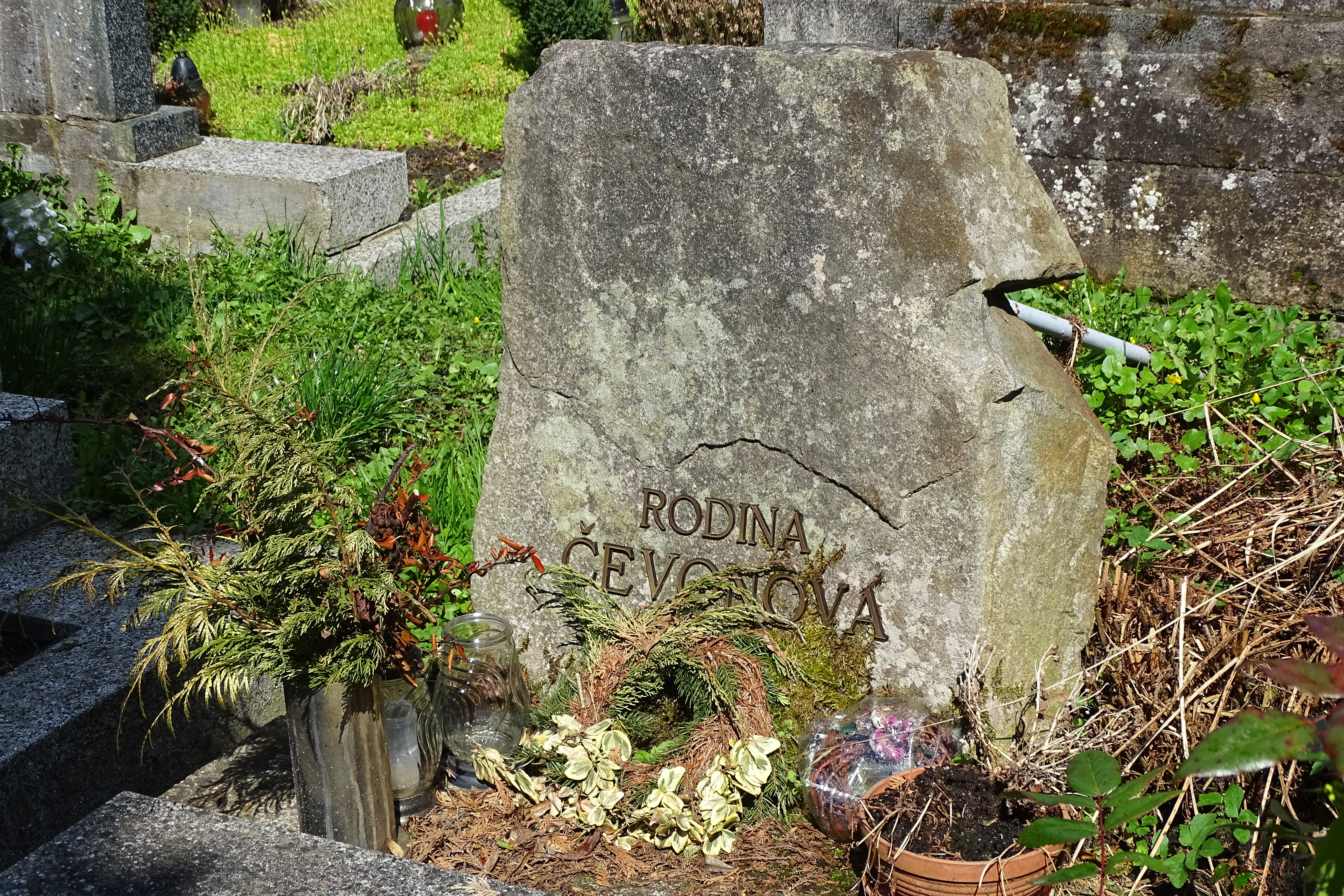
Hrob rodiny Václava Čevony
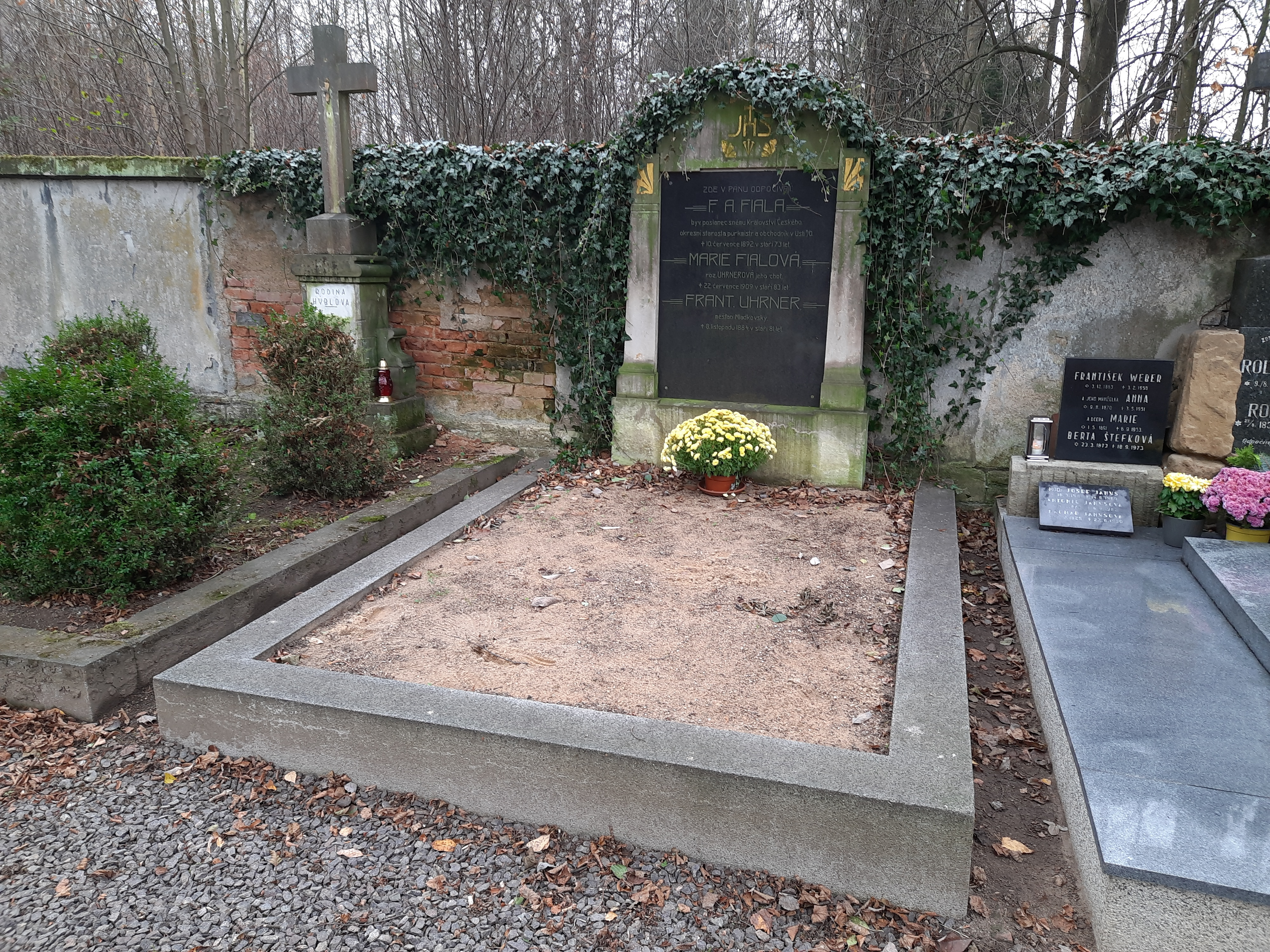
Hrobka rodiny Františka A. Fialy
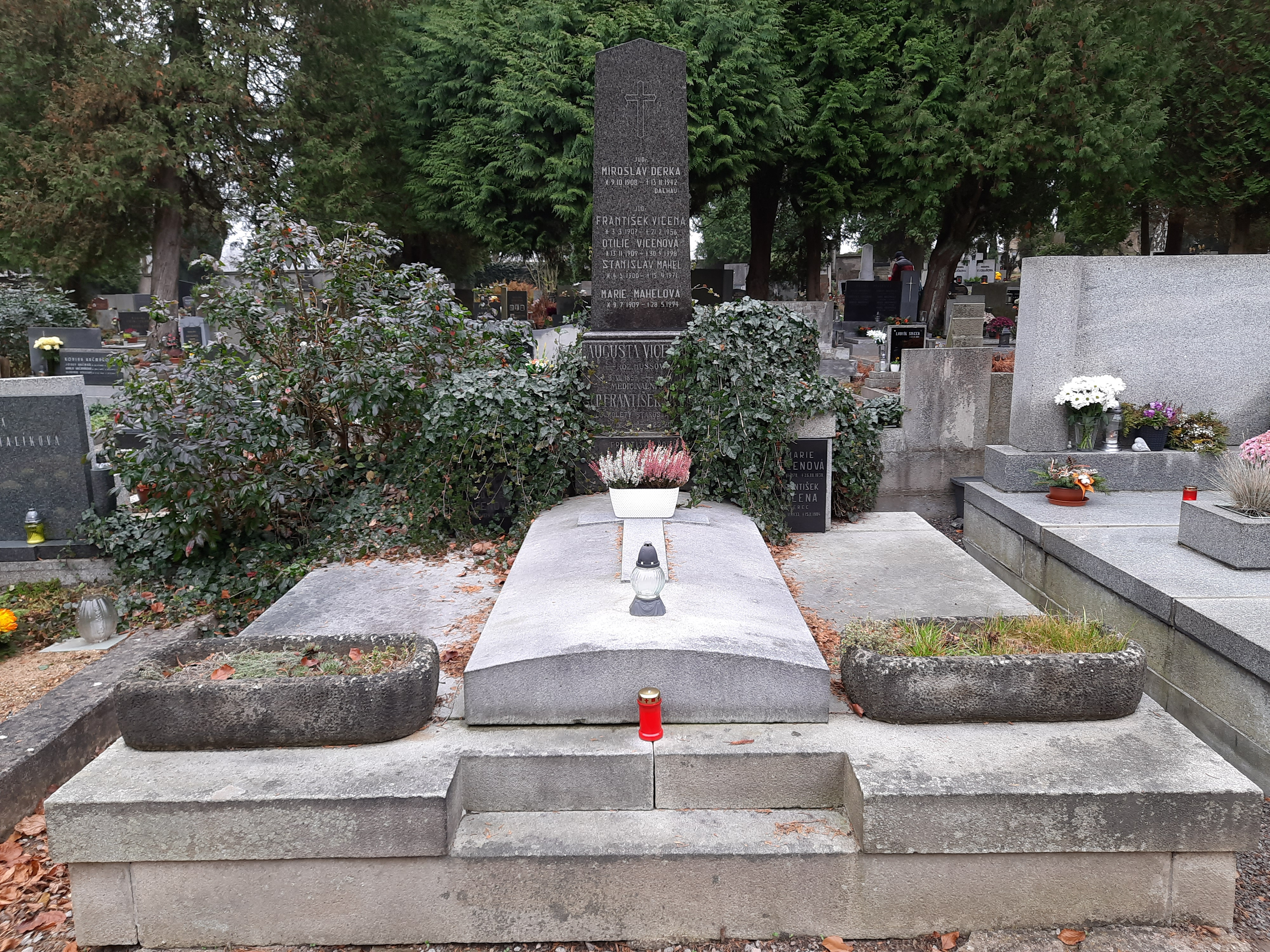
Hrobka rodiny Vicenovy a Rousovy
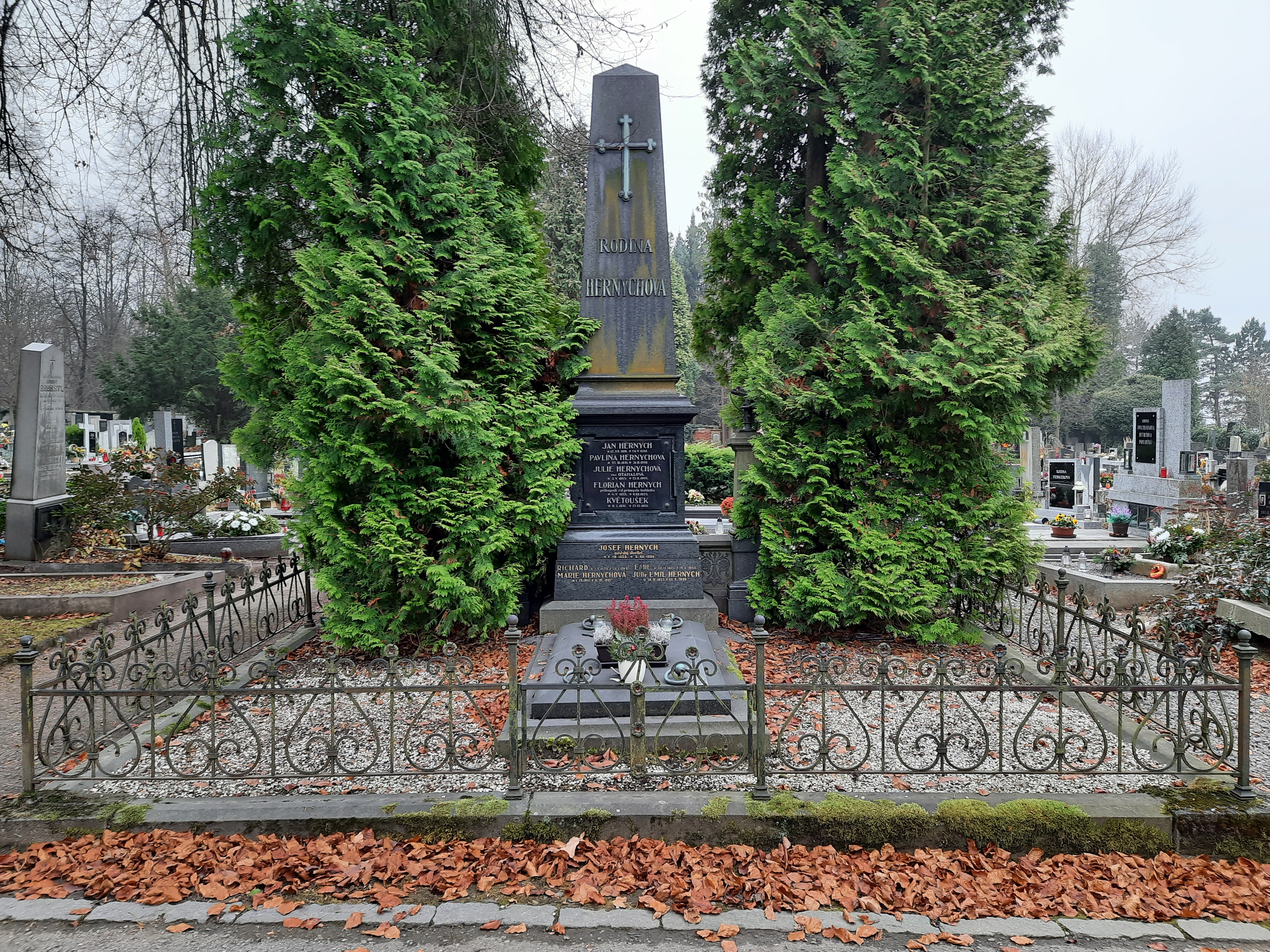
Hrobka rodiny Floriana Hernycha
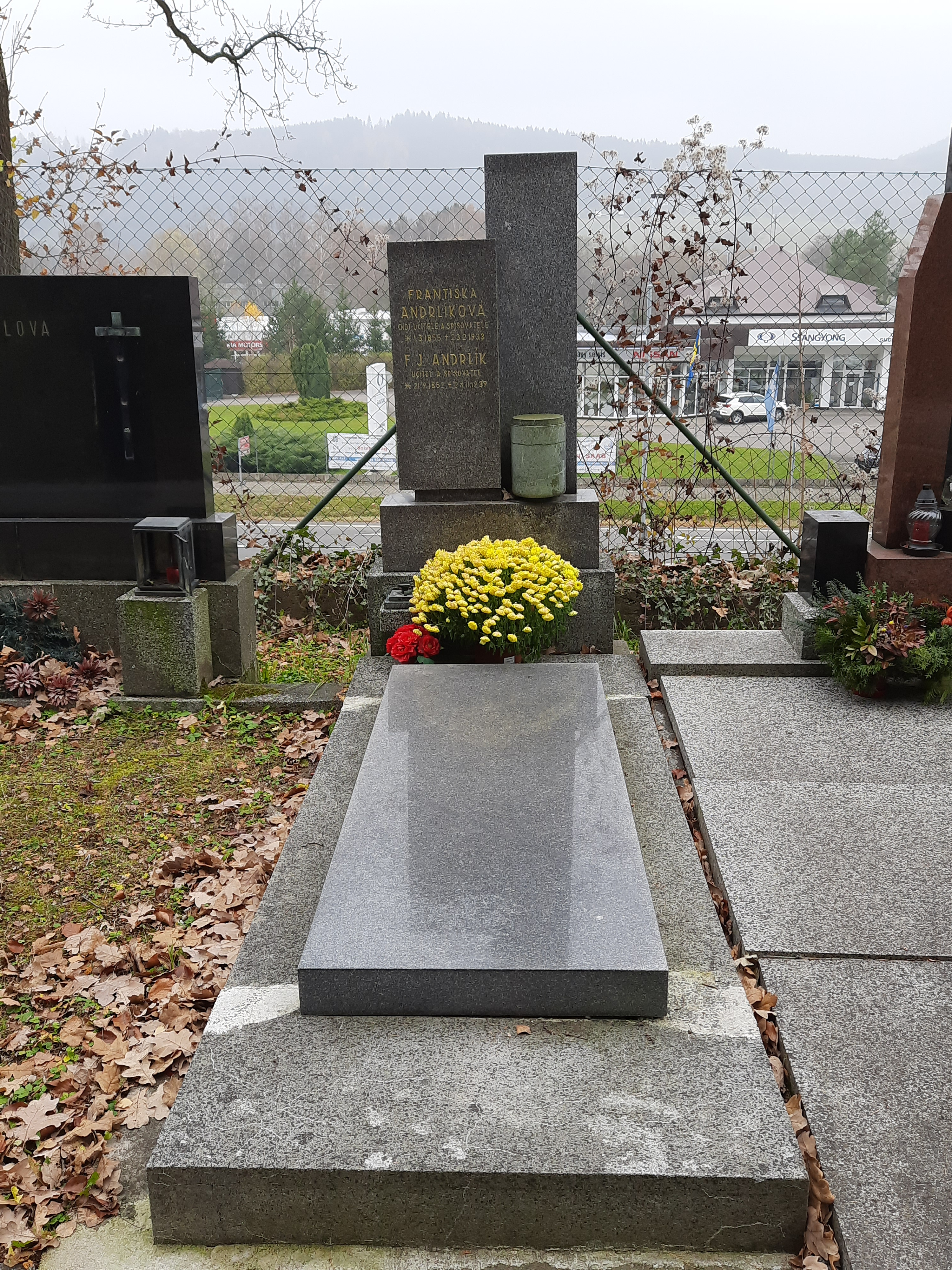
Hrob F. J. Andrlíka
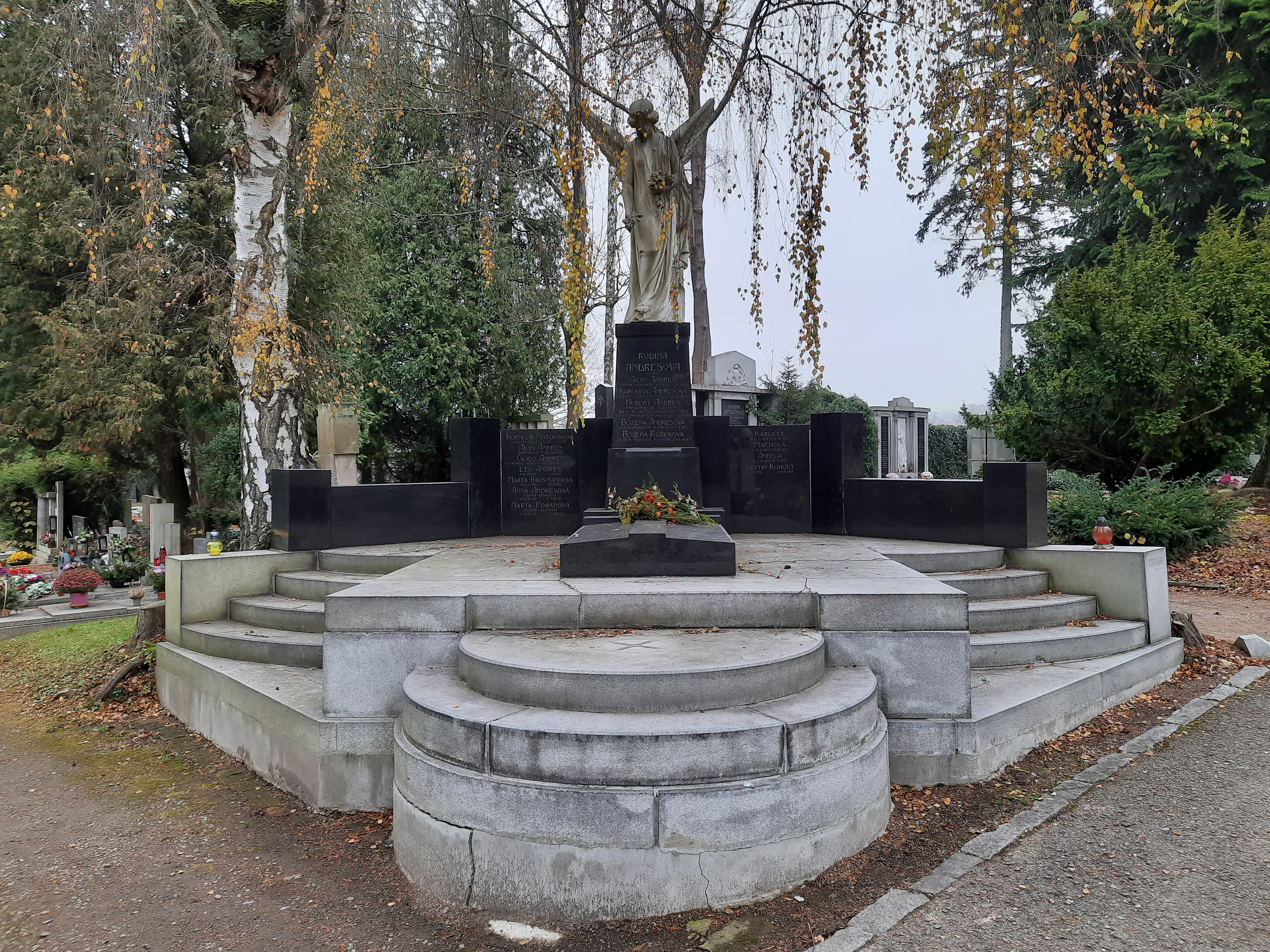
Hrobka rodiny Aloise Andrese
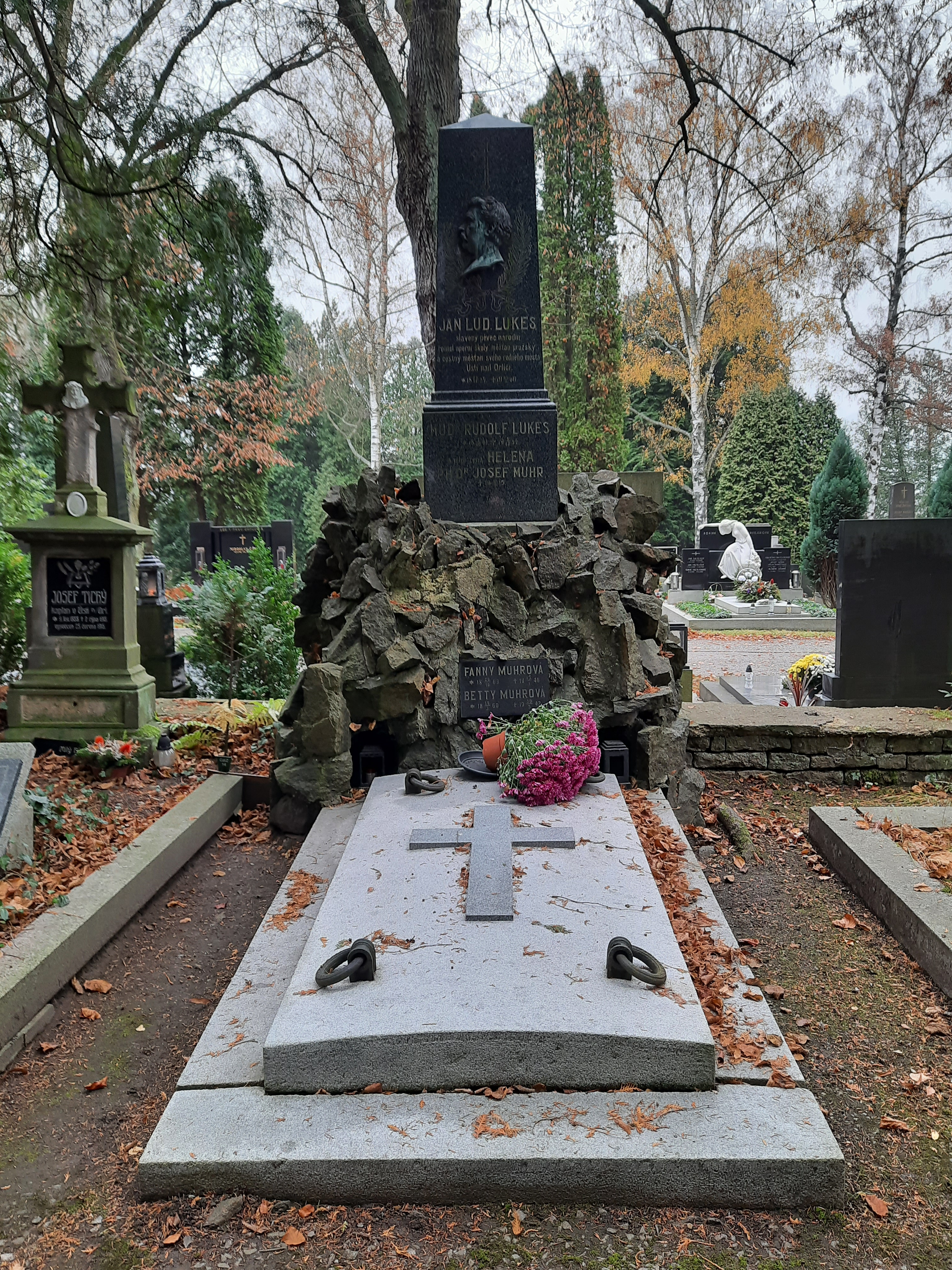
Hrobka J. L. Lukese
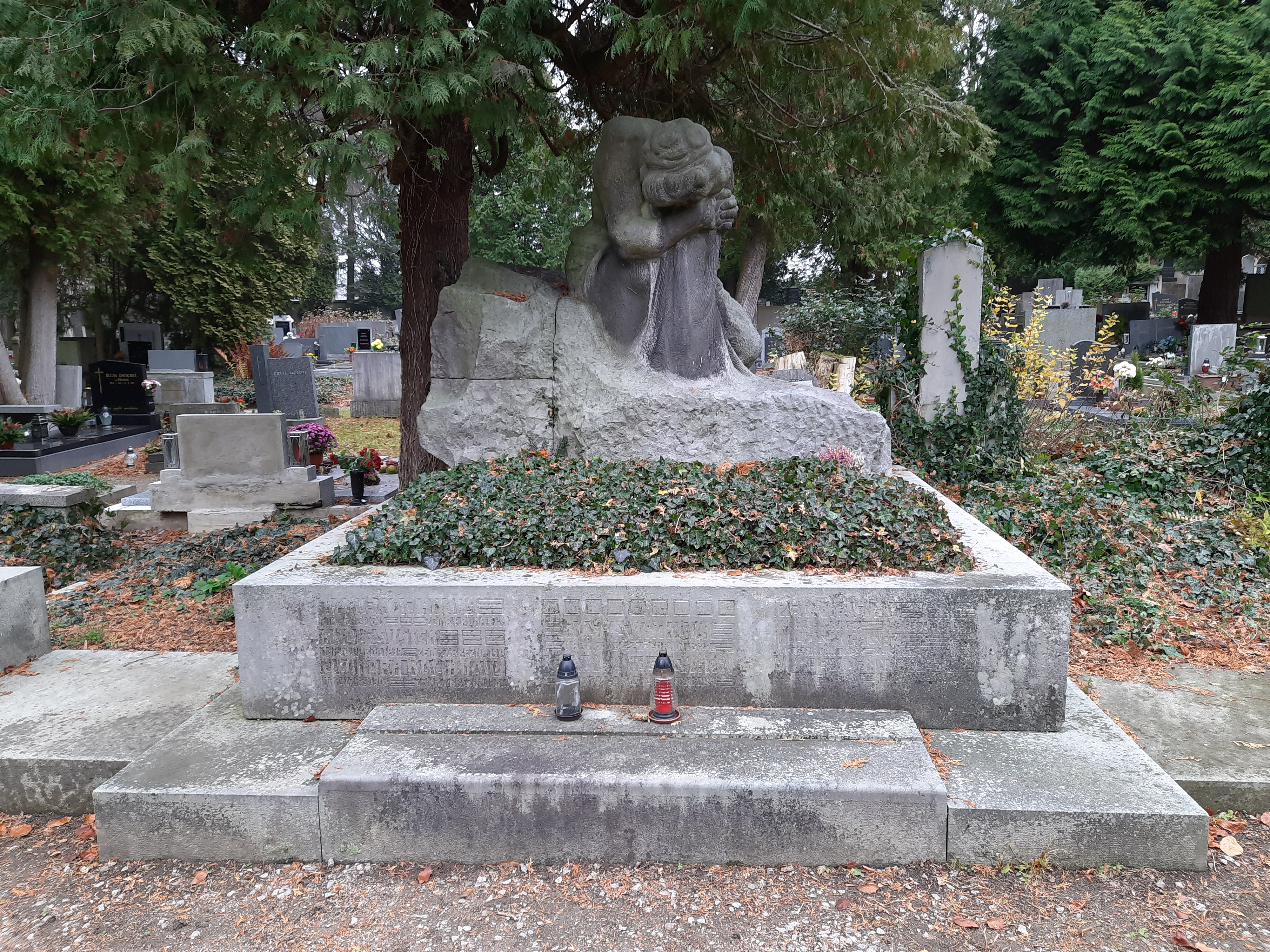
Hrobka rodiny Svátkovy
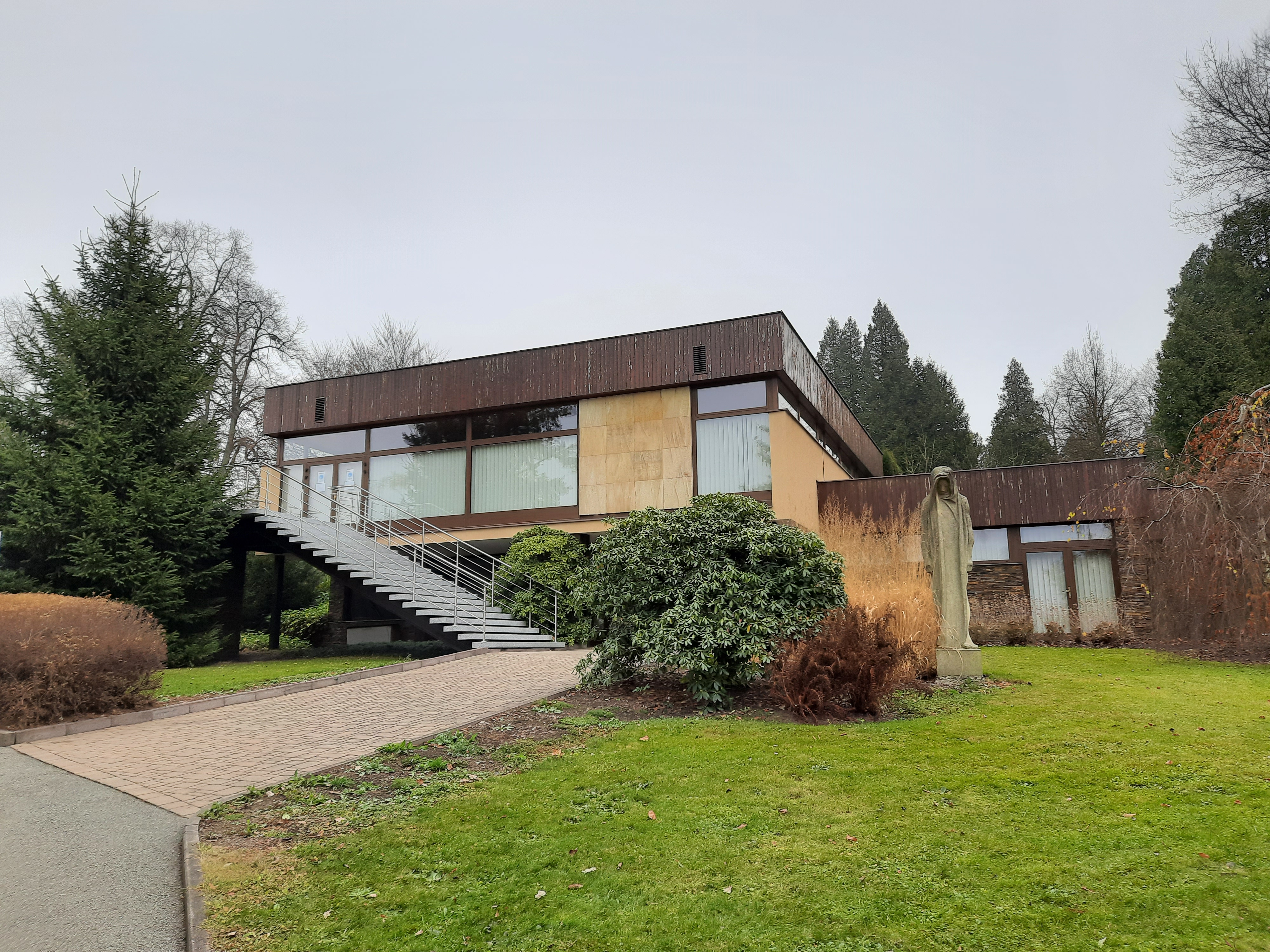
Budova obřadní síně